# Isometrische Perspektive in Computerspielen

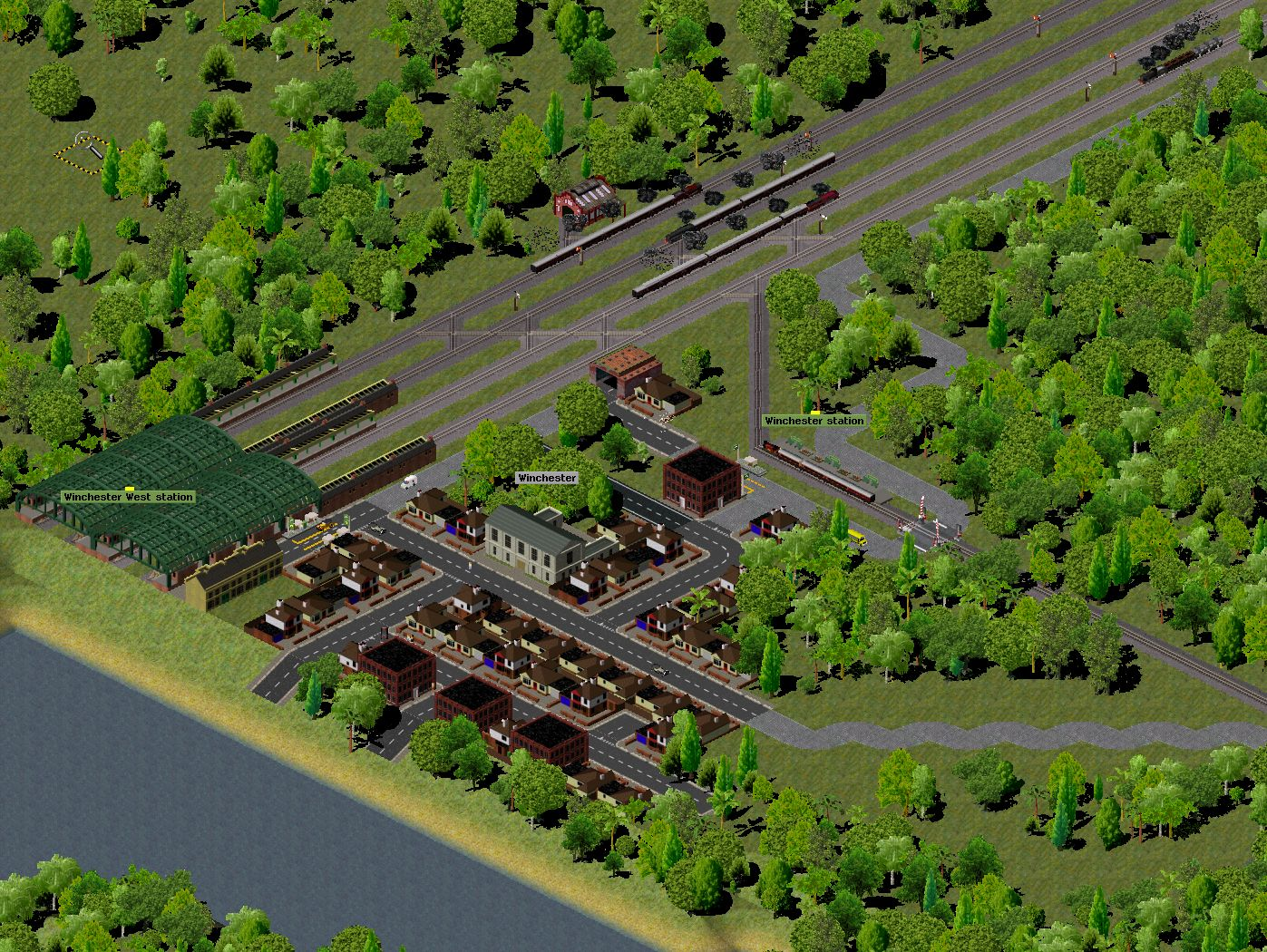
Bildschirmfoto des Spiels Simutrans, einer Wirtschaftssimulation

Die isometrische Perspektive in Computerspielen, teilweise auch als Dreiviertel-Ansicht bezeichnet, ist eine Darstellungsform von Computerspielinhalten, die einen dreidimensionalen Eindruck erzeugen soll. Üblicherweise zeigt sie in Computerspielen das Geschehen aus einer Überblickperspektive von schräg oben. Die isometrische Darstellung ist aus der Architektur entlehnt und basiert auf der mathematischen Grundlage der Axonometrie. Sie ist besonders verbreitet in Strategiespielen, Sport- und Wirtschaftssimulationen sowie Rollenspielen.

## Definition

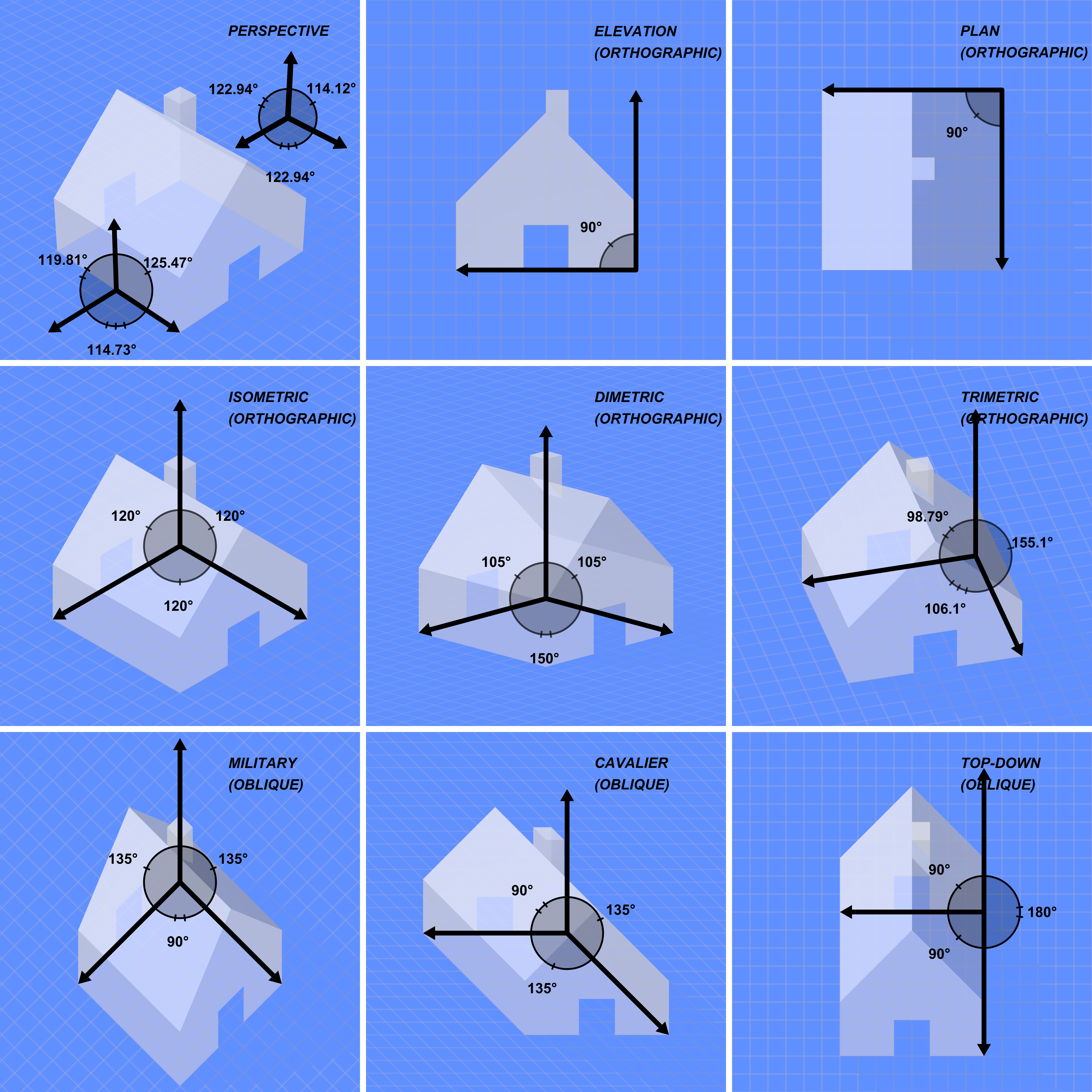
Unterschiedliche grafische Projektionen von schräg oben

Mathematisch bedeutet Isometrie, dass die drei Raumachsen in einem Winkel von 120° zueinander angeordnet sind und die Verzerrung bzw. Längenverhältnisse über alle drei Achsen gleich sind. In der Rezeption von Computerspielen wird der Begriff Isometrie allerdings nicht immer deckungsgleich zur mathematischen Definition verwendet, sondern auch auf verwandte und leicht variierte, auf Parallelprojektionen beruhende Perspektiven ausgedehnt. Da etwa eine korrekte isometrische Perspektive aufgrund der quadratischen Form der Bildschirmpixel, die die Grundlage der Computergrafik bilden, mitunter zu ungünstigen Darstellungen führen können, kommt es oftmals zu Anpassungen des Verzerrungswinkels. Auch wurde beispielsweise das Computer-Rollenspiel Fallout häufig als isometrisch bezeichnet, verwendet tatsächlich jedoch eine Kavalierperspektive.

## Bedeutung
Zusammen mit der Draufsicht (Vogelperspektive) und dem Side-Scrolling zählt die isometrische Perspektive zu den gängigen Kameraperspektiven für mit Hilfe von zweidimensionalen Grafiken erstellte Computerspiele. Die isometrische Perspektive wird unter anderem verwendet, um mit zweidimensionalen Grafiken 3D-ähnliche Effekte zu erzeugen. Gründe hierfür können sowohl der geringere Entwicklungsaufwand, die niedrigeren Kosten, die Leistungsfähigkeit der Hardwarebasis als auch ästhetische Betrachtungen sein. Die Darstellung erfolgt häufig durch eine Isometrie-Engine.
Als erstes Computerspiel mit isometrischer Darstellung gilt der Arcade-Shooter Zaxxon von Sega aus dem Jahr 1982, dessen Name sich auch vom englischen „Axonometric projection“ (Axonometrie) ableitet. In gruppenbasierten Computer-Rollenspielen wurde die isometrische Perspektive genutzt, um die gesamte Heldengruppe darstellen zu können und war bis zum Aufkommen der 3D-Grafikengines de facto Standardtechnik zum Erzeugung einer dreidimensionalen Perspektive.
Trotz ihres Ursprungs in der 2D-Technik verwenden mitunter auch Spiele mit einer 3D-Grafikengine die isometrische Perspektive. Wie seine beiden auf 2D-Grafiken basierenden Vorgänger nutzt auch das Strategiespiel Warcraft 3 überwiegend einen isometrischen Überblick. Das Programm beinhaltet zwar zusätzlich die Option, die Kamera näher an das Spielgeschehen heran zu zoomen, die Funktion bietet dem Spieler jedoch keinen zusätzlichen Nutzen für das Spielprinzip.